# 872 Holda
872 Holda este o planetă minoră ce orbitează Soarele. A fost descoperită de către Max Wolf pe 21 mai 1917, de la Observatorul Königstuhl.

## Denumire
Obiectul a primit numele astronomului american Edward Singleton Holden.

## Caracteristici
872 Holda prezintă o orbită caracterizată de o 

semiaxă majoră egală cu 2,7314627 UA și de o excentricitate de 0,0785055, înclinată cu 7,36683° față de ecliptică.